# Staryje Kijazły
Staryje Kijazły (ros. Старые Киязлы) – wieś (sieło) w Rosji, w Tatarstanie, w rejonie aksubajewskim. W 2010 liczyła 964 mieszkańców.